# إد دينسون
إد دينسون (بالإنجليزية: ED Denson)‏ هو ملحن ومنتج أسطوانات أمريكي، ولد في 1940 في واشنطن العاصمة في الولايات المتحدة.

## وصلات خارجية
- إد دينسون على موقع ميوزك برينز (الإنجليزية)
- إد دينسون على موقع ديسكوغز (الإنجليزية)